# Émile Eigeldinger

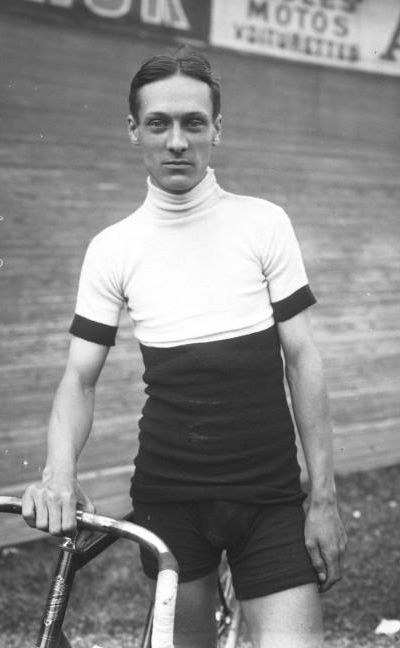
Émile Eigeldinger

Émile Eigeldinger (* 5. Mai 1886 in Besançon; † 27. Februar 1973 in Fontenay-sous-Bois) war ein französischer Radrennfahrer.
Bei den UCI-Bahn-Weltmeisterschaften 1906 in Genf wurde Émile Eigeldinger Dritter im Steherrennen der Amateure. Von 1912 bis 1913 war er Profi. 1912 belegte er beim 24-Stunden-Rennen auf der Bahn Bol d’Or Platz zwei und startete bei der Tour de France, wo er 36. wurde.